# Paracuellos (historieta)
Paracuellos es una serie de historieta costumbrista desarrollada por Carlos Giménez a partir de 1975, y que se basa en sus propios recuerdos infantiles, y en los de otros compañeros. Narra la vida de unos niños de la posguerra franquista internados en los hogares de Auxilio Social.

## Trayectoria editorial
Los primeros episodios de la serie fueron publicados sucesivamente a partir de 1976 en diferentes revistas españolas (Muchas Gracias, El Papus y Yes), con tan escaso éxito que Giménez se vio obligado a abandonarla tras la publicación de dos álbumes. Solo su aceptación en el mercado francés le permitió continuarla dos décadas después, con lo que su edición en álbumes consta actualmente de nueve volúmenes.

## Estilo y valoración
Se ha señalado que esta es «la más precisa y sincera obra de uno de los mejores historietistas» españoles, resaltándose especialmente la «selección del plano, la magia de cómo surge la expurgación del instante» y la brillantez en «la selección de cada miedo» («el insulto concreto del mando, el abandono concreto de la cuidadora, el despotismo concreto del director, la violencia concreta del amigo, la injusticia concreta del Estado, el desprecio concreto de la sociedad»). En este sentido, se ha comparado a Giménez con un mago

que nos hipnotiza, al principio, para devolvernos, después, nuestro yo acrecentado, para que podamos reencontranos en esos niños solitarios e ingenuos -con rostro más aniñado, si cabe, que en la vida real- que no entienden la vida de esa cárcel disfrazada como tampoco nosotros entendemos la nuestra.

## Premios
- A la mejor obra de autor, en los Premios Club Amigos de la Historieta 1977.[5]